# José Narciso Rovirosa Andrade
José Narciso Rovirosa Andrade (Macuspana, Tabasco, 9 de abril de 1849 - Ciudad de México, 23 de diciembre de 1901) fue un ingeniero naturalista tabasqueño. Nació en la finca Acumba, ubicada en el municipio de Macuspana. 
Es considerado como el científico tabasqueño más importante hasta el momento. Destacó como cartógrafo, historiador, periodista, geógrafo, dibujante, botánico, meteorólogo e hidrógrafo. Fue catedrático en el Instituto Juárez (hoy Universidad Juárez Autónoma de Tabasco), fue miembro distinguido de diversas instituciones científicas, funcionario público y representó a México en la Exposición de París de 1889 y en la Exposición Universal Colombiana de Chicago en 1893. 
Padre de dos Tabasqueños Ilustres: El Cap. P.A. Carlos Manuel Benito Rovirosa Pérez y el Dr. Gustavo Adolfo Rovirosa Pérez. Fue el bisabuelo del exgobernador de Querétaro José Calzada Rovirosa, nieto del Dr. Gustavo Rovirosa Pérez.

## Sus inicios
Sus padres eran Manuel Rovirosa y Dolores Andrade; fue nieto de José Narciso Rovirosa Hernández, quien fue gobernador de Tabasco. Contrajo matrimonio en 1890 con Natividad Pérez.
Desde niño, y hasta los 16 años, se dedicó a las labores del campo y a la carpintería, mostrando interés y amor por la naturaleza. A los 18 años partió a Campeche para realizar sus estudios de Ingeniero Agrimensor en Topografía en el Instituto Campechano, destacó por su afición a los estudios botánicos, especialmente aquellos referentes a la flora de Tabasco y Chiapas. Egresó en 1875 y regresó a su tierra natal; posteriormente se trasladó a villa Ixtacomitán, en el estado de Chiapas, donde trabajó como profesor de primaria.

## Sus descubrimientos
En prolongados estudios de campo, descubrió especies botánicas de Tabasco y Chiapas, así mismo realizó la cartografía topográfica de dichos estados. Rovirosa exploró disciplinas tales como la historiografía, la climatología, la filosofía, la antropología y la zoología, entre otras. 
Descubrió y clasificó muchas plantas e hizo observaciones de altimetría, climatología, flora, fauna y antropometría de los grupos étnicos zoques y tsotsiles. Sus conocimientos y descubrimientos los vertió en una serie de obras como: Nombres geográficos del estado de Tabasco, Ensayo histórico sobre el río Grijalva y Clasificación de helechos, entre otros. Su obra cumbre Pteridografia del sur de México, fue publicada en 1909, ocho años después de su muerte.
Su afán científico lo llevó a penetrar en las tupídas selvas de la sierra tabasqueña y chiapaneca, logrando documentar y dibujar una gran cantidad de plantas hasta ese entonces desconocidas para la ciencia.

### Expedición a la sierra de Tabasco
El 16 de julio de 1890, José Narciso salió de San Juan Bautista (hoy Villahermosa), con dirección a Teapa con el propósito de enriquecer sus conocimientos sobre la flora alpina del sur de México. Atravesar las extensas llanuras, ríos, vados y lagunas le tomaron todo el día y al atardecer llegó a los pies de la sierra.

"Desde la parte más elevada del camino, a 640 msnm, se descubre el profundo río Teapa, y a lo lejos los cerros del Escobal, la Eminencia, Buenos Aires e Iztapangajoya, ligados por una especie de istmo orográfico. En Iztapangajoya, tan luego se supo la misión que me llevaba a Teapa, algunas personas se acercaron para interrogarme sobre las propiedades de las plantas. No me parecía extraña esa curiosidad; una larga experiencia me ha enseñado que la población no ilustrada de la América antes española, considera sin objeto el estudio de los vegetales, si no va encaminado a proporcionar nuevos elementos a la terapéutica..."
 José Rovirosa 

El 20 de julio de ese año, Rovirosa se encuentra con Rómulo Calzada, descubridor de las Grutas de Coconá en el municipio de Teapa y acepta explorarla en compañía de un grupo de sus alumnos del Instituto Juárez. Equipados con cuerdas, instrumentos de medición y una escalera de cáñamo, los hombres ingresaron a la caverna alumbrándose con antorchas y velas. La expedición duró cuatro horas y encontraron que la gruta mide 492 metros, divididos en ocho salones principales.

## Incursión en la política
Fue alcalde de la capital del estado en tres ocasiones y representó como diputado de 1891 a 1894 a los municipios de Nacajuca y Macuspana en sendas legislaturas. 

## Obras
- 1888: Nombres geográficos del estado de Tabasco
- 1897: Ensayo histórico sobre el río Grijalva
- 1909: Pteridografía del sur de México
- 1909: Clasificación de helechos
- El Partido de Macuspana

Opúsculo: 
- 1889: Tabasco en la Exposición de París

Tratados:
- Monografía sobre el Rhinophrynus dorsalis (el trabajo más completo que sobre este batracio ha salido de las manos de la ciencia)
- Calendario Botánico de San Juan Bautista y sus alrededores
- Hidrografía de Tabasco
- Diccionario Tabasqueño-Chiapaneco
- Apuntes de Zoología

## Reconocimientos
- Por sus aportaciones de botánica sobre los Pteridofitos y aportar el descubrimiento de tres nuevas especies de helechos mexicanos denominados Polypodium margalli Rovirosa, Antrophyum lacantunense Rovirosa y Pellaea pulcherrima Rovirosa, en la Universidad de Berlín se le erigió un monumento, el cual fue destruido durante los bombardeos de la Segunda Guerra Mundial.

- Miembro de la Junta Directiva de la Sociedad Agrícola Mexicana con Matías Romero
- Socio Corresponsal de la Sociedad Mexicana de Historia Natural
- Miembro Correspondiente de la Academia de las Ciencias Naturales de Filadelfia, donde recibió reconocimientos por sus estudios

- En homenaje a sus logros y a sus aportaciones a la ciencia y a la cultura, el 29 de marzo de 1911, el H. Congreso del Estado de Tabasco declaró a José Narciso Rovirosa Hijo distinguido de Tabasco

- En su honor el Museo de Historia Natural de Tabasco y el jardín botánico de la Universidad Juárez Autónoma de Tabasco llevan su nombre

- El gobierno del estado de Tabasco instituyó el Premio Estatal de Ecología José Narciso Rovirosa

- En el patio central del Palacio de Gobierno de Tabasco fue colocado un busto de él
- Se le otorgó su nombre a dos especies tropicales: Potamamax Rovirosai y Pachychilus Rovirosai

Fue nombrado por el poeta Carlos Pellicer Cámara El Sabio Rovirosa, mismo que por asares del destino, en el año de 1967 llevaría a recorrer el Parque-Museo La Venta a Indira Gandhi junto con el nieto de Rovirosa, Carlos Rovirosa Mass. Carlos era piloto del Presidente Adolfo López Mateos y éste le encomendó la misión militar de llevar a Indira a conocer Tabasco junto con su padre Sri Pandit Jawaharlal Nehru, quien estaba en México en una visita diplomática como primer ministro.       